# Plecoptera oculata
Plecoptera oculata är en fjärilsart som beskrevs av Moore 1881. Plecoptera oculata ingår i släktet Plecoptera och familjen nattflyn. Inga underarter finns listade i Catalogue of Life.